# Ossag
Die Ölwerke Stern-Sonneborn AG (Ossag) war ein deutsches Schmierölunternehmen, u. a. Produzent von Voltol. Es wurde von der Mineralölwerke Rhenania AG übernommen und bildete mit ihr die Rhenania-Ossag. Diese heißt heute Shell Deutschland Oil GmbH.

## Geschichte

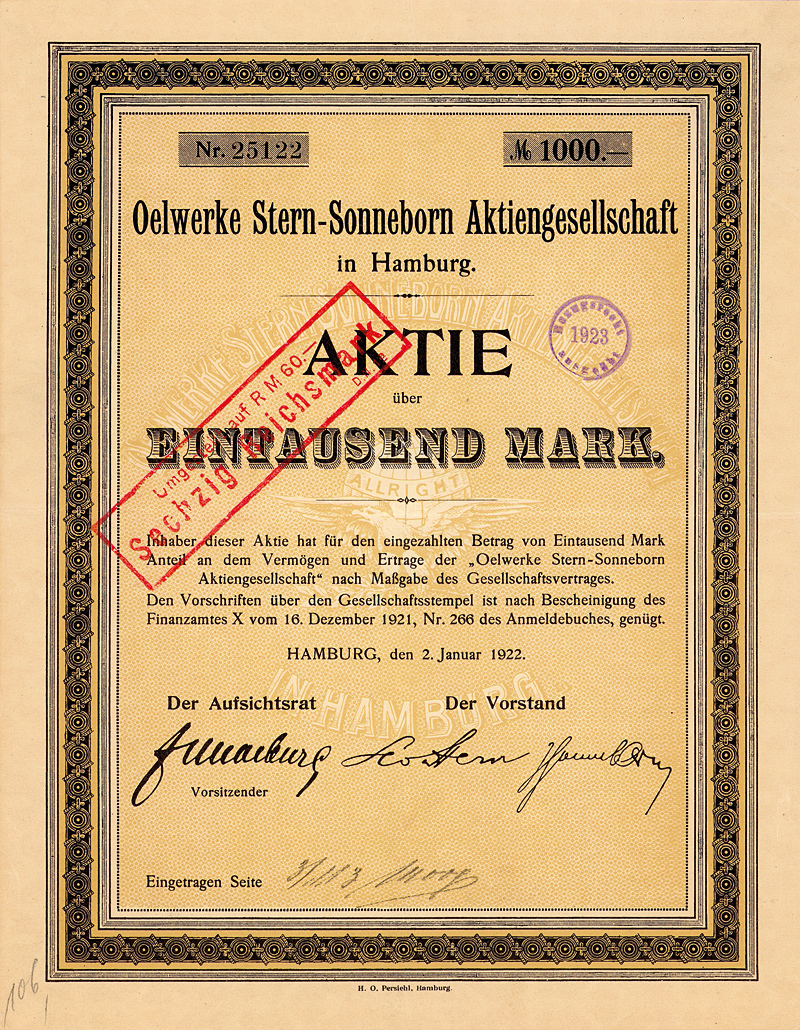
Aktie über 1000 Mark der Oelwerke Stern-Sonneborn AG vom 2. Januar 1922

1880 ließen sich die Brüder Leo (1858–1943) und Josef Stern aus Breidenbach in Hessen in Köln nieder und gründeten dort die Firma Gebrüder Stern, die mit Ölen und Fetten handelte. Aus dieser ging 1883 die Rheinische Fett- und Vaselinefabrik in Köln-Sülz hervor. Das Unternehmen stellte eines der besten Schmieröle auf dem deutschen Markt her sowie diverse Fette und Spezialöle, diese teilweise in Kooperation mit der Deutschen Tiefbohr-AG, ansonsten aus amerikanischen oder russischen Erdölen.
1886 trat der Cousin von Leo und Josef Stern, Jacques (Isaak) Sonneborn (1863–1936, ebenfalls aus Breidenbach), als Angestellter in das Unternehmen ein. Im Zuge der Ausdehnung des Geschäfts errichtete das Unternehmen 1889 eine Filialfabrik im Hamburger Freihafengebiet und nahm Sonneborn als Teilhaber auf. Joseph Stern blieb in Köln und kümmerte sich dort weiterhin um die Geschäfte, während Leo Stern und Jacques Sonneborn nach Hamburg zogen. In den folgenden Jahren expandierte das Exportgeschäft, so dass 1892 das Hamburger Werk erweitert wurde. Außerdem wurden weitere Fabriken und Niederlassungen in Italien, Frankreich und Großbritannien eröffnet.
Am 17. Juni 1903 gründeten die Brüder Stern mit ihrem Cousin Sonneborn die Ölwerke Stern-Sonneborn AG, kurz Ossag, mit Verwaltungssitz in Hamburg (ab 1924 im Ballinhaus). Hierzu brachten sie die Rheinische Fett- und Vaselinefabrik in das neue Unternehmen ein und brachten weiteres Kapital auf, indem sie mehrere Banken (darunter Stern Brothers, London) an der Ossag beteiligten. Mit dem neuen Geld wurden dann die Unternehmensanlagen in Hamburg-Wilhelmsburg und im Petroleumhafen auf dem Kleinen Grasbrook erweitert.
1909 akquirierte die Ossag die Mehrheit an der Westrumitwerke G.m.b.H. in Dresden, um sie Anfang 1910 zugunsten der sich in ihrem Besitz befindlichen Continentale Oel-Besprengungs- und Strassenteerungs-Gesellschaft m.b.H. in Berlin zu liquidieren. Das staubbindende Westrumit, eine ammoniakhaltige Öl-Asphalt-Emulsion, wurde nicht nur bei Autorennen (Gordon-Bennett-Cup, Kaiserpreisrennen im Taunus) benutzt, um den Staub auf den Straßen niederzuhalten.
Die Gesellschaft besaß ein eigenes Tankschiff namens Ossag für den Export eigener Produkte. Das erste Schiff des Namens, noch ein Segler, wurde 1922 durch den Tankdampfer Ossag (2793 BRT) der Tankdampfer-Gesellschaft Ossag, Hamburg, ersetzt. Dieser wurde am 22. April 1944 im Schwarzen Meer vor Sewastopol bei den Koordinaten 44°22'N, 32°43'O durch einen Luftangriff versenkt.
Während des Ersten Weltkriegs besaß die Ossag ein wichtiges Patent zur Veredelung von fetten Ölen zu hochwertigen Schmierstoffen, das Voltoisierungsverfahren. Mit dem nach dem Verfahren genannten Schmieröl Volt-Öl (für elektrisch veredeltes Schmieröl, später Voltol) war die Ossag wichtiger Lieferant des deutschen Militärs. Noch während des Ersten Weltkriegs beteiligte sich die Benzinwerke Rhenania G.m.b.H. an den Ölwerken Stern-Sonneborn. Der Verlust ausländischer Tochtergesellschaften und überseeischer Beteiligungen an Ölförderstätten als Folge des Ersten Weltkrieges führten bei der in Hamburg und Köln börsennotierten AG zu großen Verlusten.
In Freital im 1923 eingemeindeten Stadtteil Birkigt betrieb das Unternehmen ab Anfang der 1920er Jahre eine weitere Schmieröl-Raffinerie, in der Voltol hergestellt wurde. Da sich die Ossag während der Inflationszeit finanziell übernommen hatte, um ihre Kapazitäten auszubauen, nutzte die Royal Dutch Shell die Gelegenheit, die Position ihrer deutschen Tochtergesellschaft auf dem Gebiet des Schmieröls zu stärken, und übernahm im Juni 1925 für 8,8 Millionen Reichsmark die Ossag. Rhenania und Ossag verschmolzen zur Rhenania-Ossag Mineralölwerke AG.
Der Mitbegründer der Ossag, Jacques Sonneborn, trat als Generaldirektor zurück, erhielt aber einen Platz im Aufsichtsrat und wurde gebeten, sich aus dem aktiven Geschäft herauszuhalten. Die Rohöle wurden auf Shell-Erdöle umgestellt. Neben die Benzinpumpen für das Benzin Stellin und das Benzin-Benzol-Gemisch Dynamin wurden die ersten Ölkabinette aufgestellt, um das von der Ossag stammende Voltol zu verkaufen.
Im Frühjahr 1933 wurden bei der Rhenania-Ossag alle jüdischen Führungskräfte und Mitarbeiter entlassen, noch bevor die Nationalsozialisten dies ausdrücklich verlangten. Als Erste mussten die Gründer der Ossag, Leopold Stern und Jacques Sonneborn, ihre Aufsichtsratsmandate niederlegen. Auch die jüdischen Aufsichtsratsmitglieder Richard Stern, Karl Friedrich Kunreuther und Ludwig Hogrewe wurden entlassen, ebenso alle jüdische Angestellte und Arbeiter.
Leo Stern erhielt einen neuen Vertrag bei der Astra Romana, einer Tochtergesellschaft der Royal Dutch Shell in Rumänien. Er wanderte nach 1935 mit seiner Familie in die USA aus und ließ sich in New York City nieder.